# Marek Stašek
Marek Stašek (23. prosince 1941 Praha – 13. února 2022) byl český básník, dramaturg a pedagog.
Poté, co v roce 1959 ukončil maturitní zkouškou studium jedenáctileté střední školy, působil jeden rok jako asistent režie v Realistickém divadle Zdeňka Nejedlého. Po návratu z vojny pracoval na stejné pozici u Alfréda Radoka v Městských divadlech pražských. V letech 1963 až 1968 studoval dramaturgii na DAMU. Od roku 1983 vyučoval na Konzervatoři Jaroslava Ježka.